# گاروم‌زنگیان
گاروم‌زنگیان (به انگلیسی: Combretaceae) تیره‌ای است از موردسانانِ درختی یا درختچه‌ای بالارونده و معمولاً همیشه‌سبز با گُل‌آذین خوشه‌ای و گل‌های غالباً کوچک چهار تا پنج‌قطعه‌ای با ده پرچم و مادگی دو تا پنج‌برچه‌ای تحتانی.